# Kielich (liturgia)

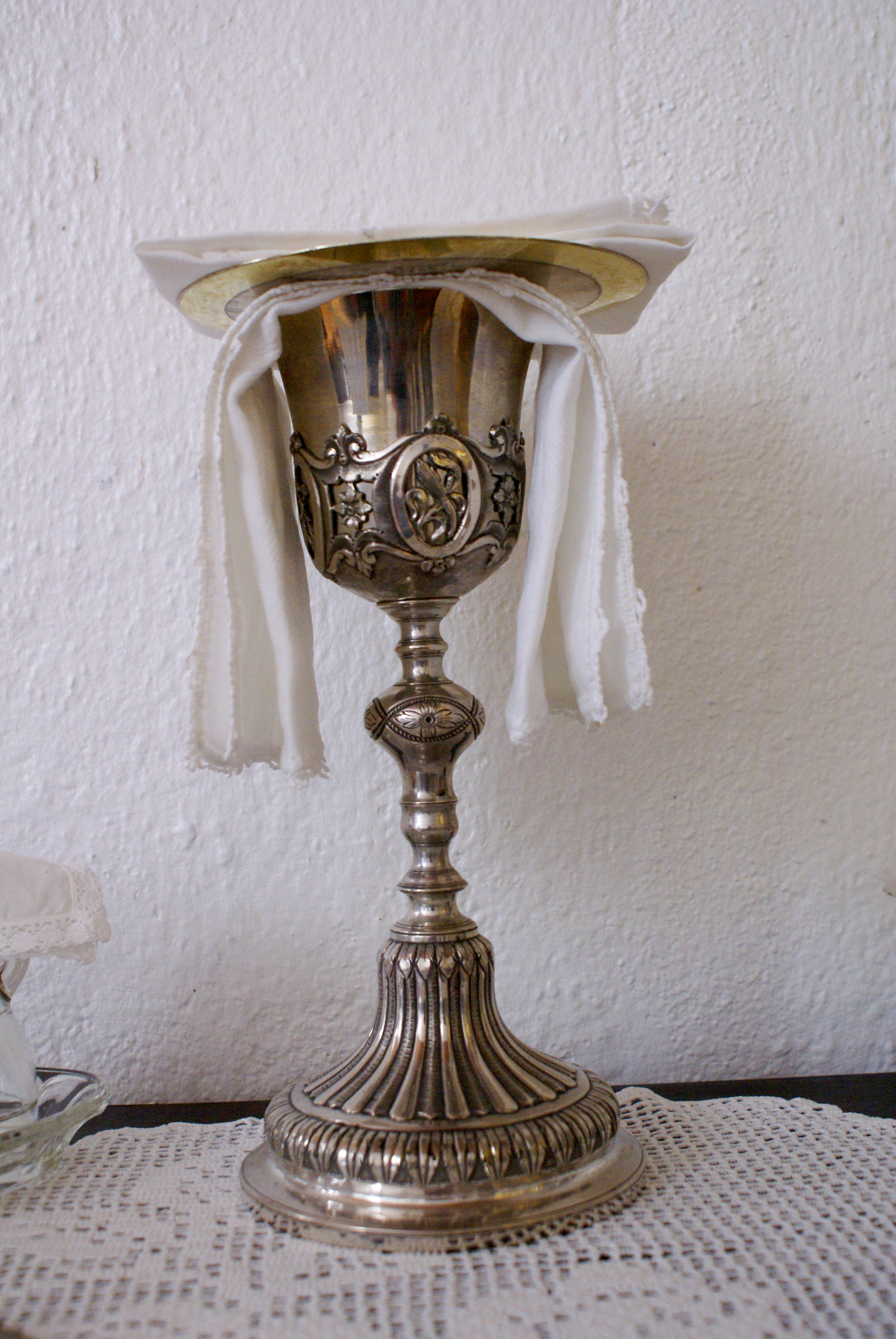
Kielich mszalny z pateną, częściowo przykryty bielizną kielichową - korporałem i puryfikaterzem, do kompletu brakuje palki i welonu

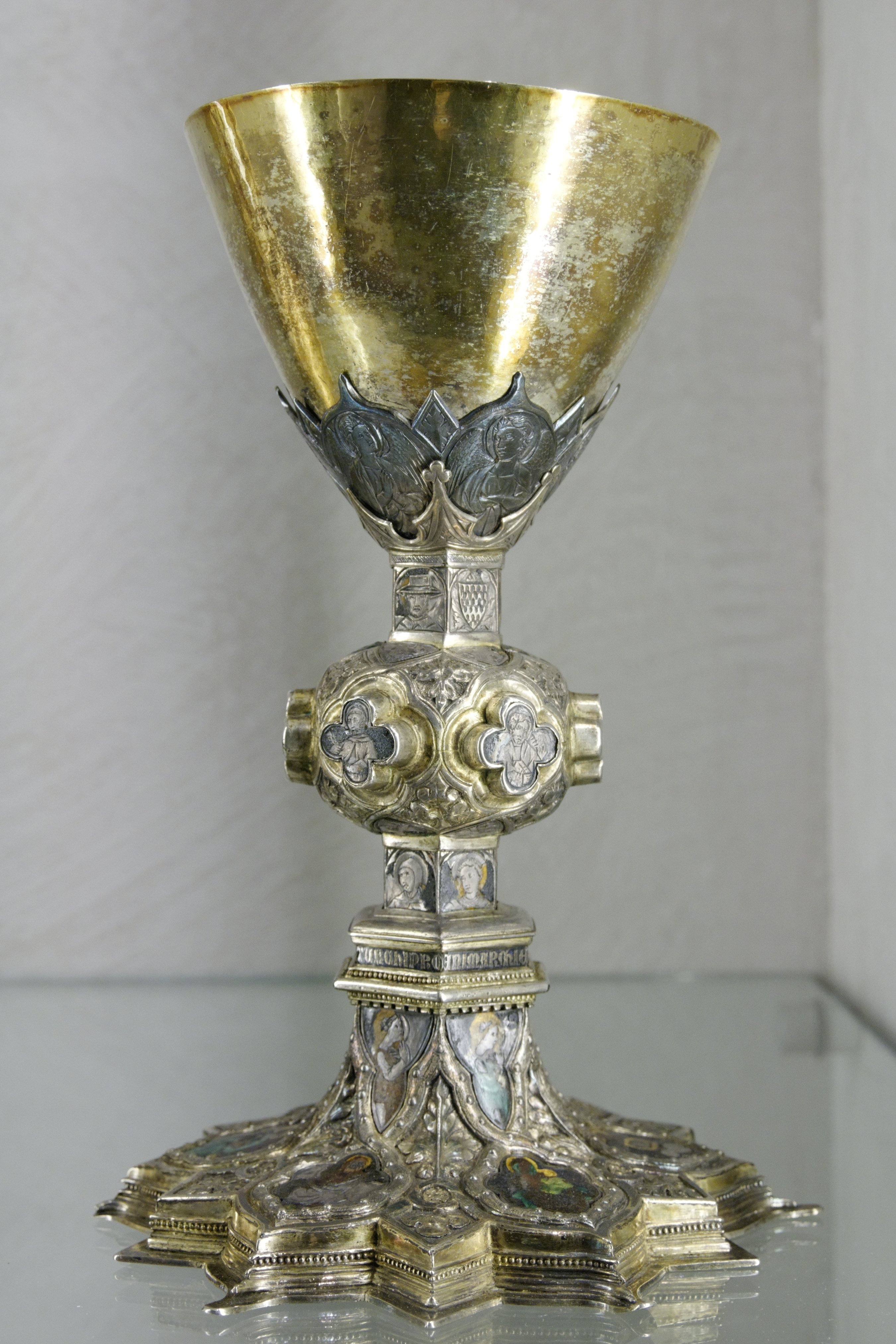
XIV-wieczny, gotycki kielich z Pizy. Pod czaszą widoczne jest wyraźne zgrubienie na trzonie kielicha - nodus. Ułatwia on podniesienie kielicha, gdy kapłan nie może rozdzielić palców, które dotykały Hostii (kciuka i palca wskazującego).

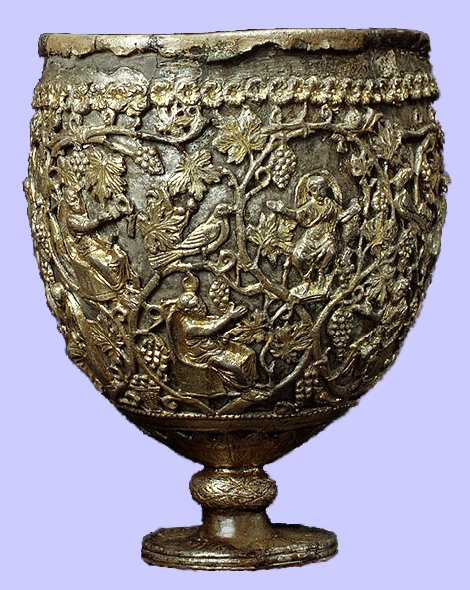
Kielich z Antiochii

Kielich (Calix sacrificus) – naczynie liturgiczne używane do sprawowania sakramentu Eucharystii.

## Kielich a Biblia
W Starym i Nowym Testamencie wielokrotnie pojawia się motyw kielicha. Prorok Jeremiasz napisał „Babilon był w ręku Pana złotym kielichem, upajającym całą ziemię” (Jr 51,7) natomiast król Dawid, w Psalmach napisał „Bo w ręku Pana jest kielich, który się pieni winem” (Ps 75, 9) czy też „Podniosę kielich zbawienia i wezwę imienia Pańskiego” (Ps 116, 13). 
Święty Mateusz w Ewangelii napisał „Czy możecie pić kielich, który Ja mam pić?” (Mt 20,22) i następnie wspominając Ostatnią Wieczerzę „wziął kielich i odmówiwszy dziękczynienie, dał im” (Mt 26, 27). Podczas modlitwy w Ogrójcu wspomina „Ojcze mój, jeśli to możliwe, niech Mnie ominie ten kielich! Wszakże nie jak Ja chcę, ale jak Ty. (...) jeśli nie może ominąć Mnie ten kielich, i muszę go wypić, niech się stanie wola Twoja!” (Mt. 26, 39-42). Święty Paweł w Liście do Kolosan wspomina „Złoty kielich oznacza wszystkie skarby mądrości ukryte w Chrystusie” (Kol 2,3).

## Historia kielicha w liturgii chrześcijańskiej
Pojęcie kielich wywodzi się z łaciny i greki. W Starożytnej Grecji kyliks był naczyniem o przysadzistych proporcjach do picia wina, zaś w Rzymie używane podczas bankietów kielichy przybierały najczęściej smuklejsze proporcje. W kontekście liturgii w okresie wczesnochrześcijańskim używano zazwyczaj prostych naczyń. Antyczną spuścizną jest wykorzystywanie różnych technik i materiałów do wykonania kielichów, znane są kielichy ceramiczne, drewniane, szklane, z metali szlachetnych i stopów, (miedź, brąz, srebro i złoto) i z minerałów (m.in. kryształ górski, onyks). Ujednolicenie materiału kielichów miało miejsce w okresie karolińskim, podczas kościelnych soborów stopniowo ustalano dekrety o naczyniach liturgicznych, w których stopniowo wyłączano używanie wszystkich materiałów prócz złota i srebra. Spowodowane to było m.in. wzrostem świadomości biblijnej oraz prestiżu liturgii Eucharystii. Mimo ujednolicenia materiału, w okresie karolińskim, a następnie przedromańskim i romańskiej kielichom przybierano rozmaite kształty, proporcje oraz dyspozycję dekoracji wykorzystując rozmaite techniki złotnictwa. Upowszechniła się na większą skalę klasyczna struktura kielicha, który składa się ze stopy, trzonu z nodusem i czary. Prócz wyszukanej ornamentyki na powierzchni kielicha często pojawiały się postacie Chrystusa, świętych lub przedstawienia figuralne, głównie chrystologiczne, o bogatych treściach ideowych. Kielich romański najczęściej charakteryzuje się przysadzistymi proporcjami (płytka czara, owalny nodus i lejkowaty trzon). Wszystkie elementy kielicha zdobiono często reliefami z przedstawieniami figuralnymi. W dobie gotyku (od połowy XII wieku) proporcje stały się smuklejsze. Zróżnicowaniu uległ zarys stopy; prócz okrągłego pojawił się zarys cztero, sześcio- i wielolistny. Spłaszczone nodusy przybrały wieloboczne zarysy, ozdabiane były często guzami. Powierzchnia czary w okresie wczesnego i dojrzałego gotyku była najczęściej pozbawiona dekoracji. W późnym gotyku zostały zachowane tradycyjne proporcje, ale zmieniła się dekoracja, przede wszystkim za sprawą wyszukanych układów nodusa (np. z motywami architektonicznymi) oraz wzbogacenia czaszy ozdobnym koszyczkiem z motywami ornamentalnymi i figuralnymi. Średnica stopy i czary miały najczęściej zbliżone wymiary. 
Renesans i barok zachowały zasadniczą strukturę wypracowaną w późnym gotyku, jednak nastąpiły zmiany w proporcjach – czara i trzon są smuklejsze, zaś stopa uległa powiększeniu. Czara kielicha jest najczęściej niewielka i spoczywa w koszyku zdobionym, podobnie jak cały trzon, ornamentem, charakterystycznym dla danego przedziały czasowego. Nodus w okresie renesansu przybrał owalną formę, w baroku zaś często gruszkową. Powierzchnia stopy i koszyczka czary była często wzbogacana okrągłymi lub owalnymi plakietkami ze scenami figuralnymi. W XVIII wieku pojawiły się także kielichy bez dekoracji.
Na okres Oświecenia przypada spadek produkcji naczyń liturgicznych w tym kielichów, klasycyzm pozostawił niewielkie dziedzictwo w tym zakresie. W XIX wieku, wraz z nadejściem historyzmu do pierwszych dekad XX wieku ma miejsce powrót i trwanie tradycji średniowiecznej (gł. gotyckiej) i nowożytnej, często też dokonywano przekształceń w aranżacji dekoracji lub przekształcano ogólny zarys i proporcje kielicha. Od XX wieku jednolitość formy i tradycję w dekoracji zastąpiła prostota - zminimalizowanie, lub całkowita redukcja dekoracji i pluralizm formy. 

## Kielich mszalny w Kościele katolickim
W Kościele katolickim, kielich mszalny, to podstawowe naczynie liturgiczne używane w czasie mszy, obok pateny, służące do spożywania konsekrowanego wina (krwi Pańskiej). Powinien być wykonany z metalu szlachetnego (nie korodującego). Jeżeli wykonany jest z innego materiału powinien mieć złocone wnętrze czary. Taka zasada stosowana jest od czasów średniowiecza i ma obecnie potwierdzenie w Ogólnym wprowadzeniu do Mszału Rzymskiego. 
W czasie liturgii kielich mszalny zaopatrzony jest w tzw. bieliznę kielichową, którą stanowią: puryfikaterz służący do wycierania naczyń liturgicznych, palka służąca do zakrywania kielicha i korporał, na którym stawia się kielich podczas liturgii eucharystycznej. Kielich wraz z pateną i bielizną kielichową do ofiarowania i po komunii powinien być przykryty welonem.
W czasie liturgii posługa przy kielichu należy do diakona. Jeżeli liturgia odbywa się bez udziału diakona, wówczas posługa ta należy do celebransa.

## Przykłady

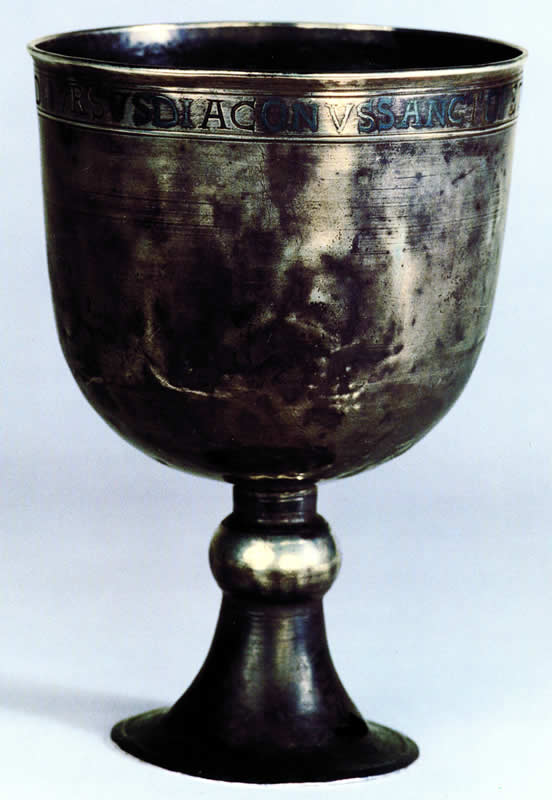
Kielich z Lamon (V w.)
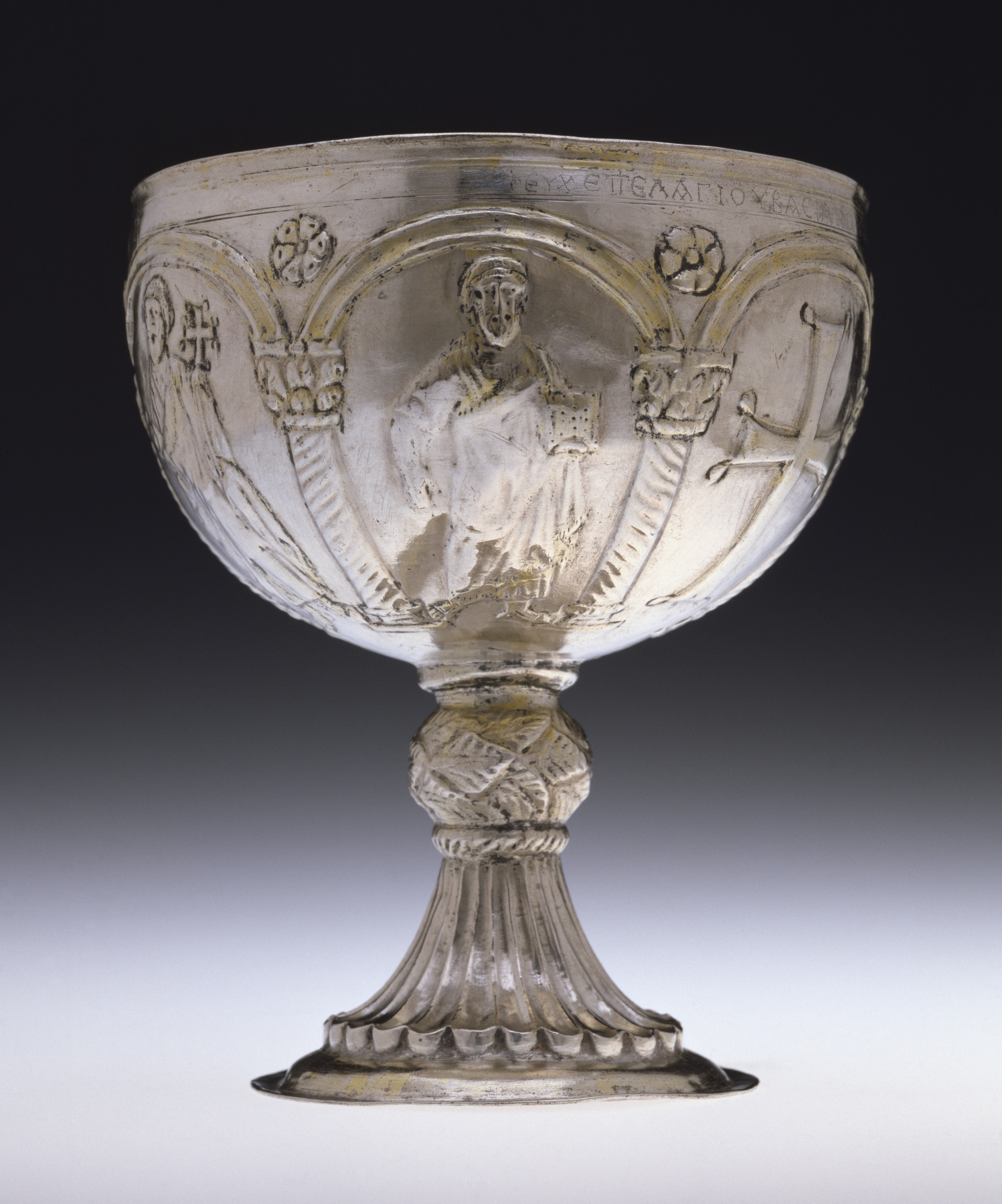
Bizantyjski kielich z VII w. w zbiorach Walters Art Museum w Baltimore
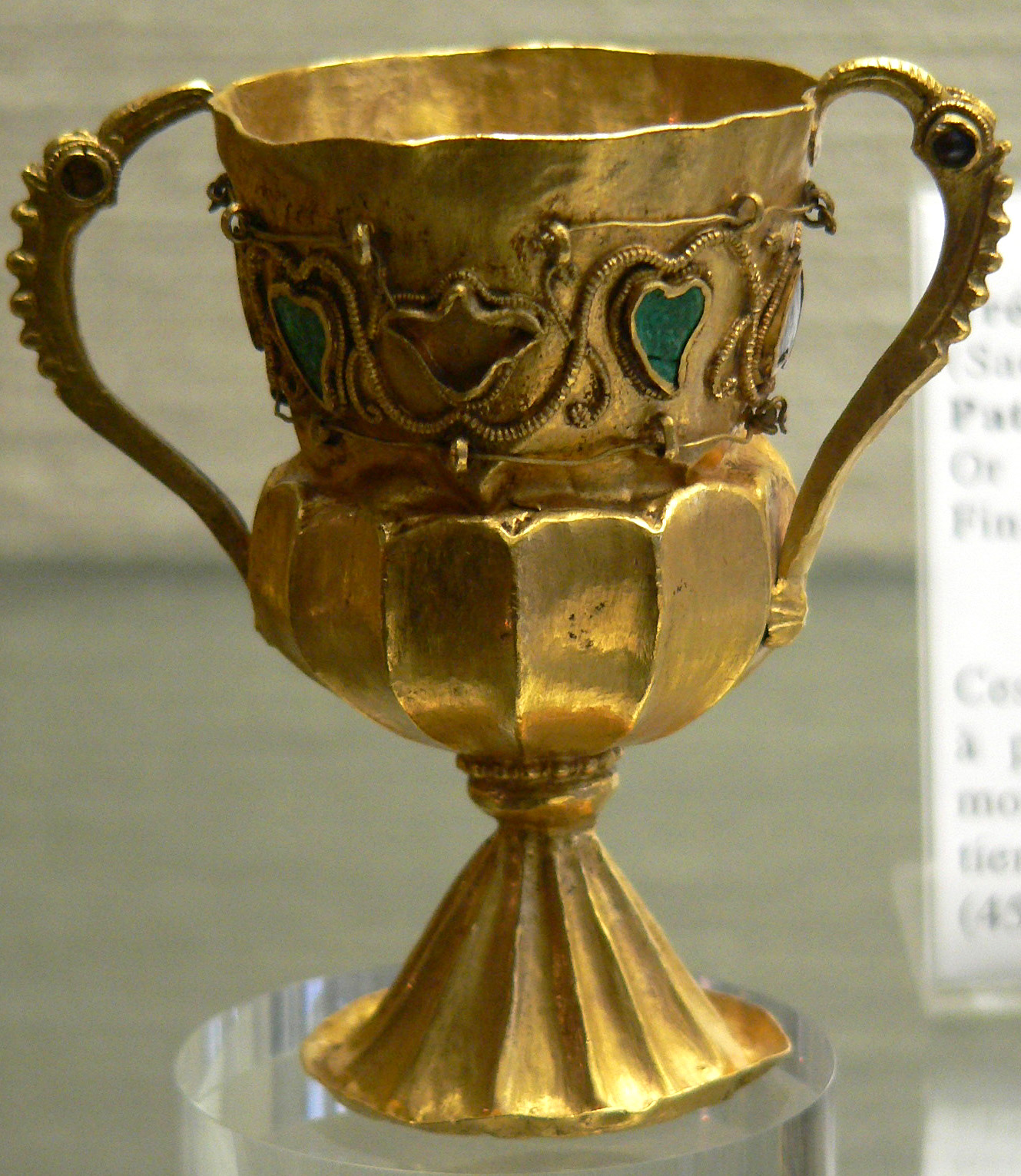
Kielich ze skarbca z Gourdon
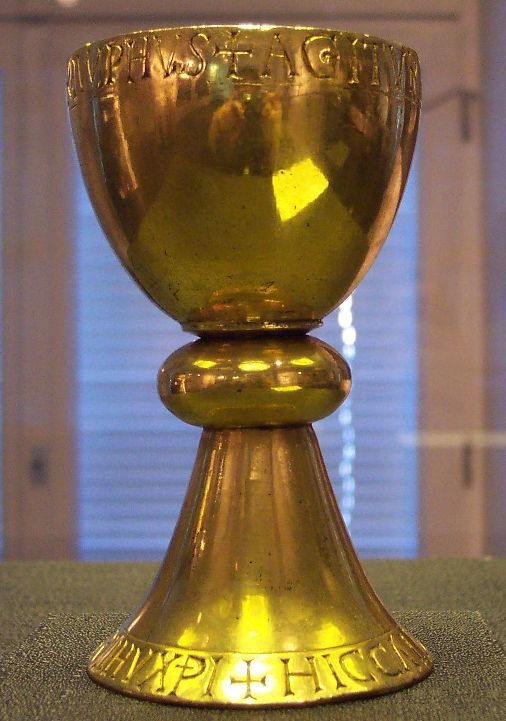
Tzw. Kielich Liudgera w Essen-Werden - IX w.
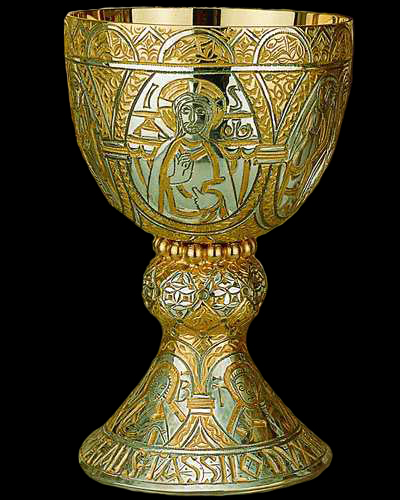
Kielich Tassilo
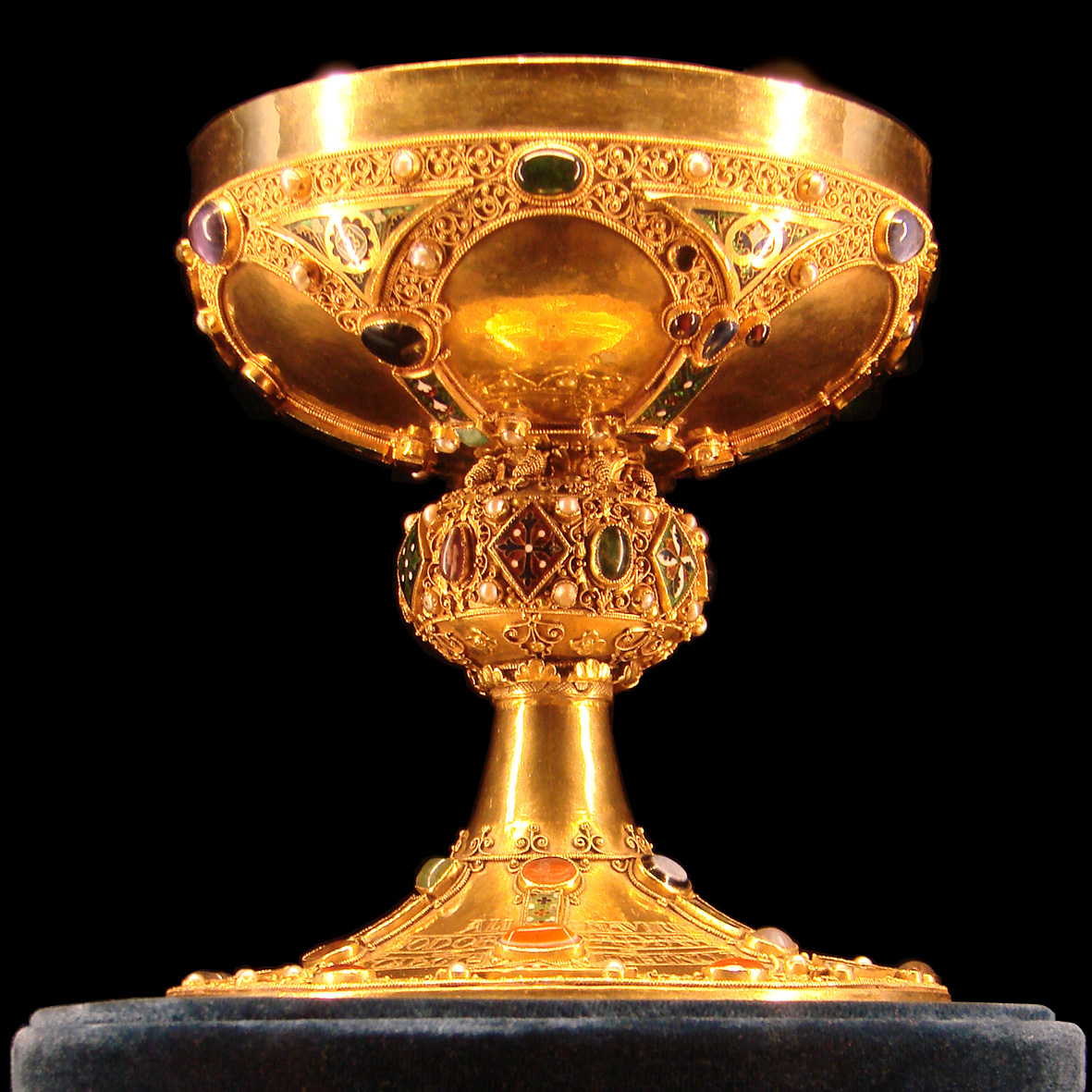
Tzw. kielich św. Remigiusza - jedno z dawnych insygniów koronacyjnych królów Francji, XII wiek, Reims, Palais de Tau
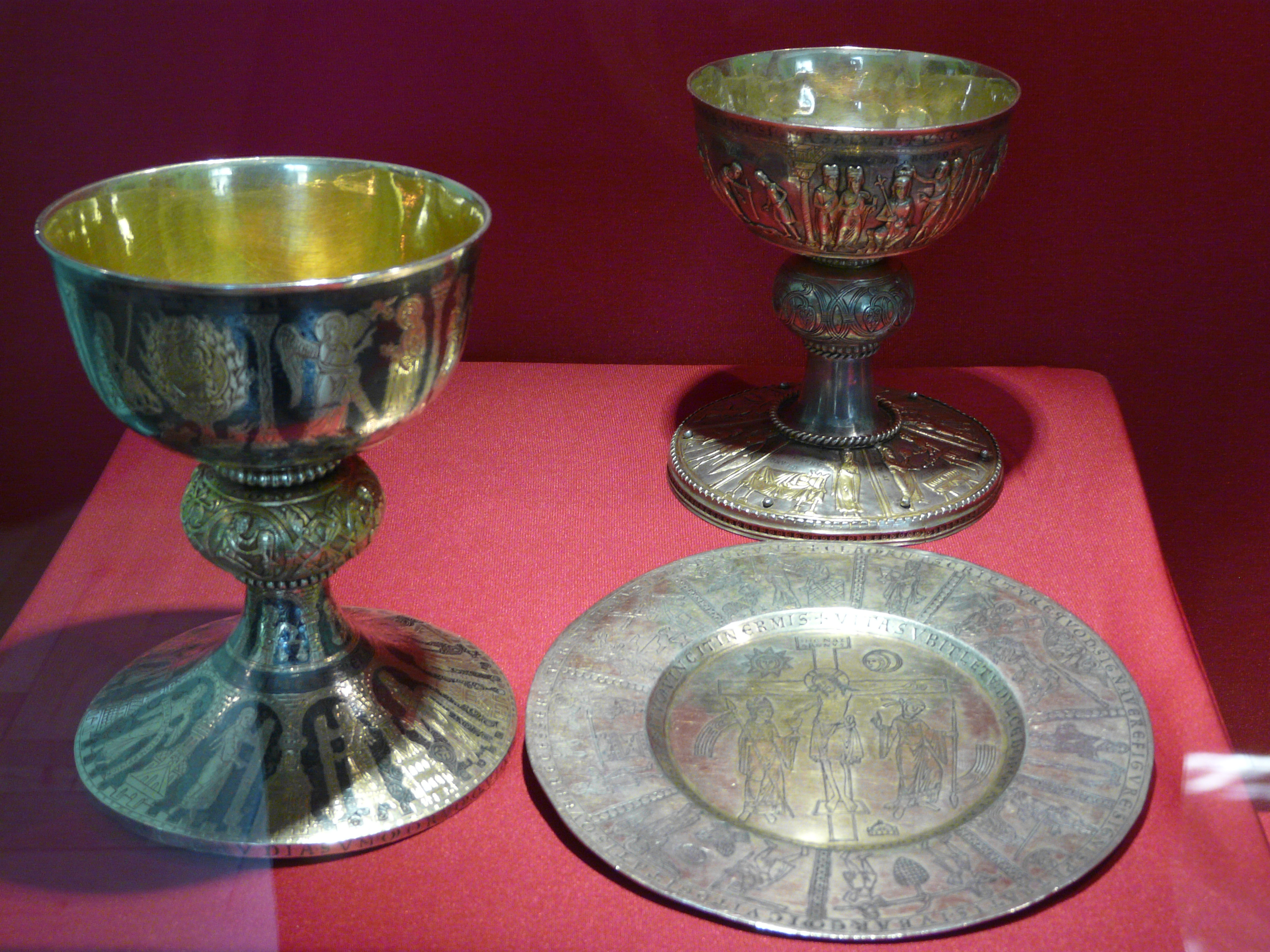
Tzw. II Kielich Dąbrówki (wraz z pateną) i I Kielich Dąbrówki
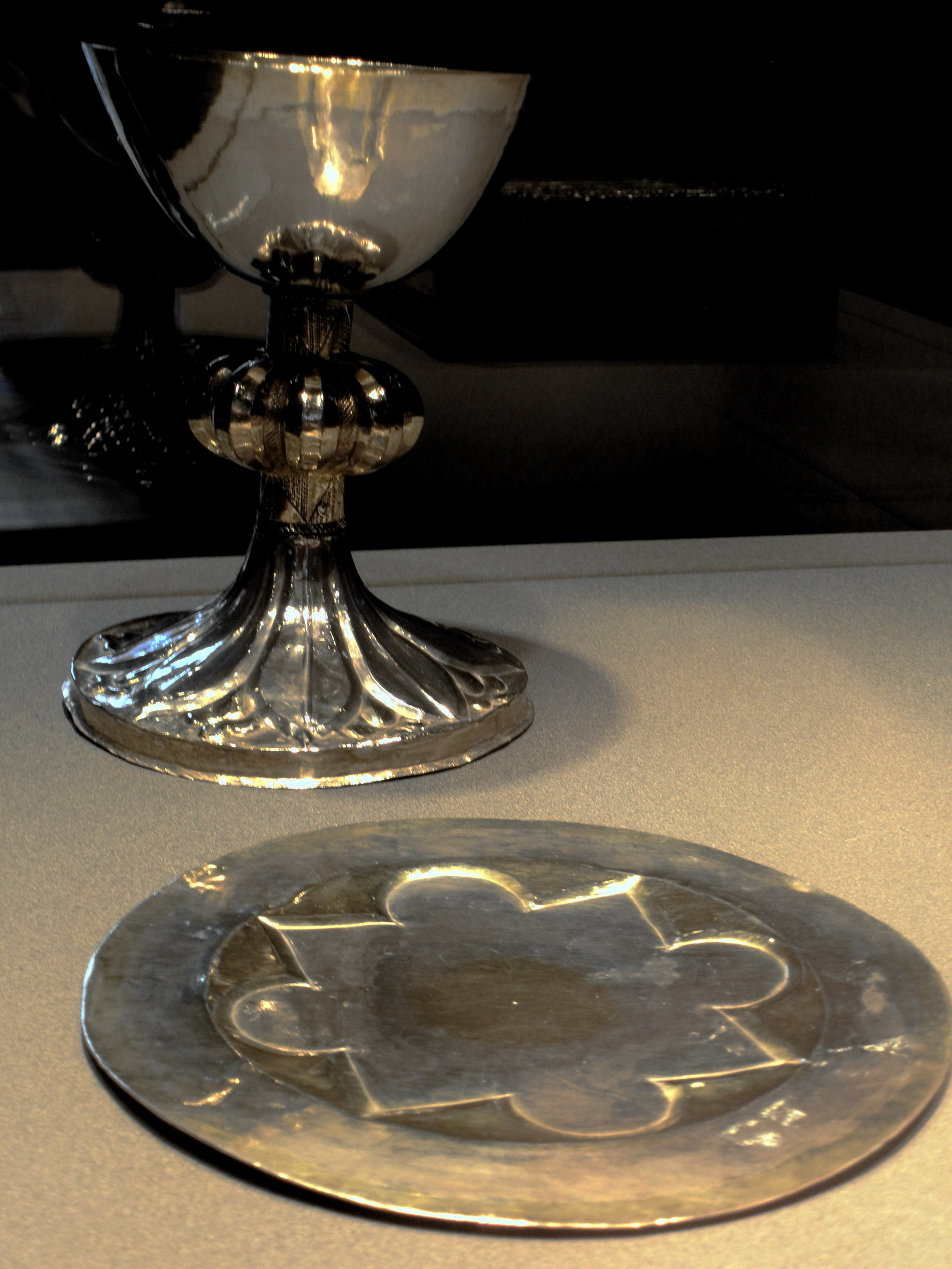
Tzw. kielich (wraz z pateną) św. Serwacego, XIII wiek, Maastricht, skarbiec katedralny
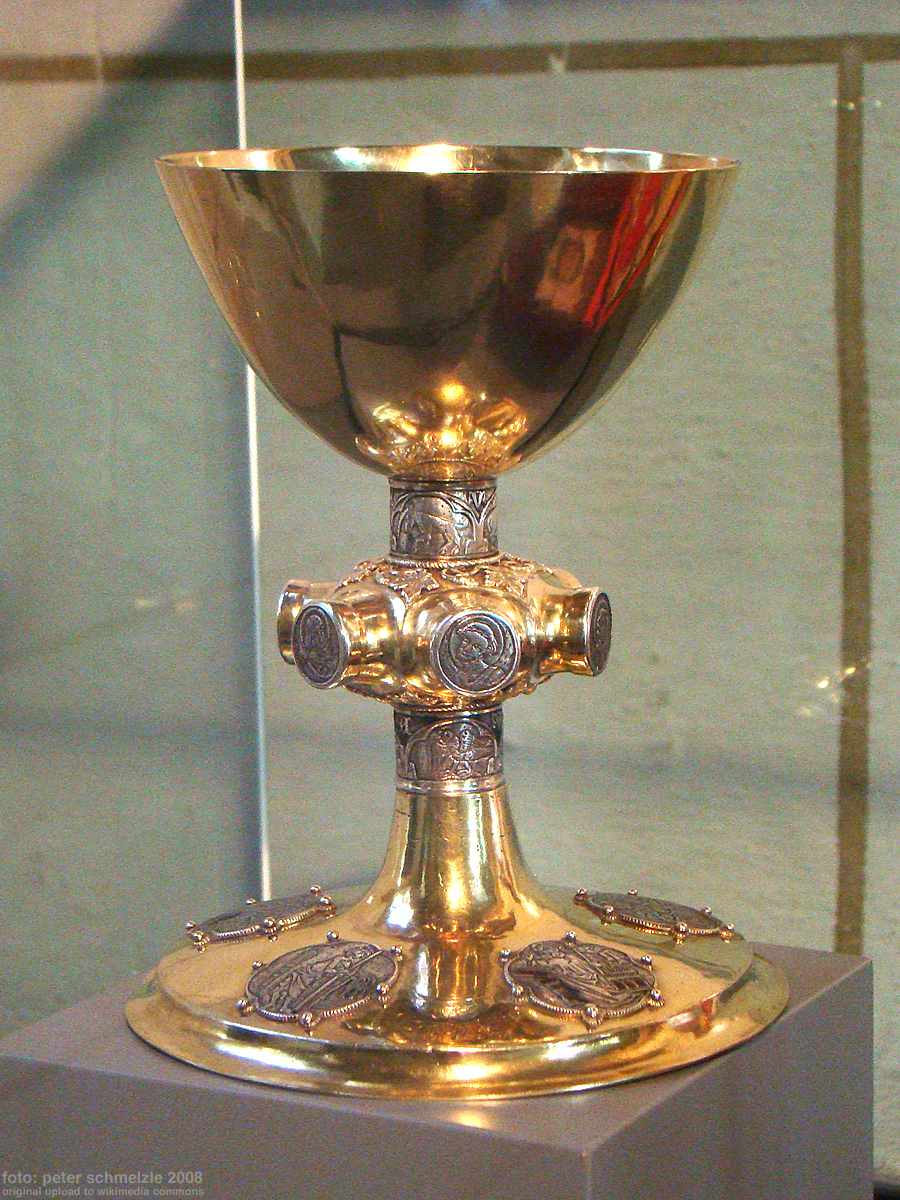
Gotycki kielich z Bad Wimpfen (Niemcy)
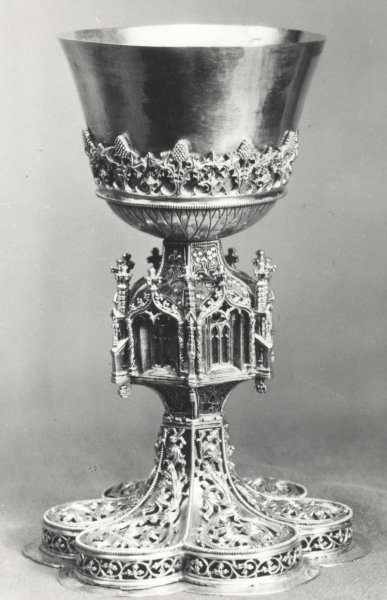
Kielich (zaginiony) z opactwa Benedyktynów na Tyńcu k. Krakowa, 1470-1480
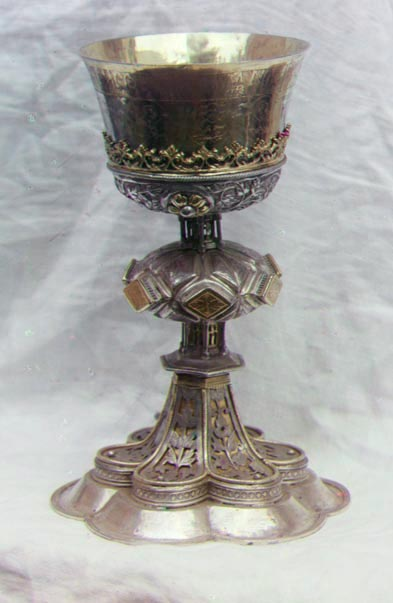
Kielich mszalny z zakrystii Monasteru Ipatiewskiego w Kostromie
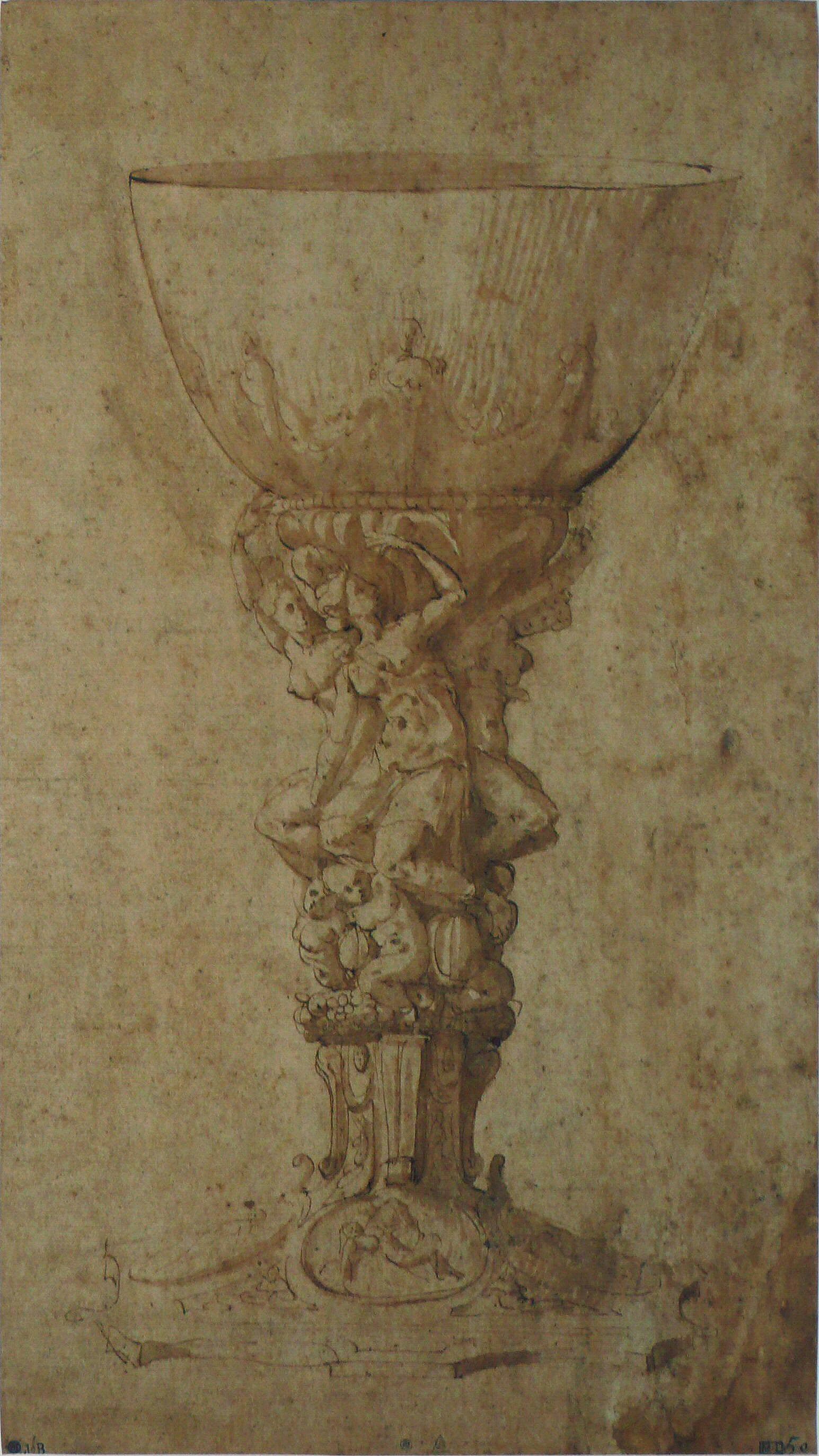
Kielich renesansowy na rysunku Francesco Salviatiego
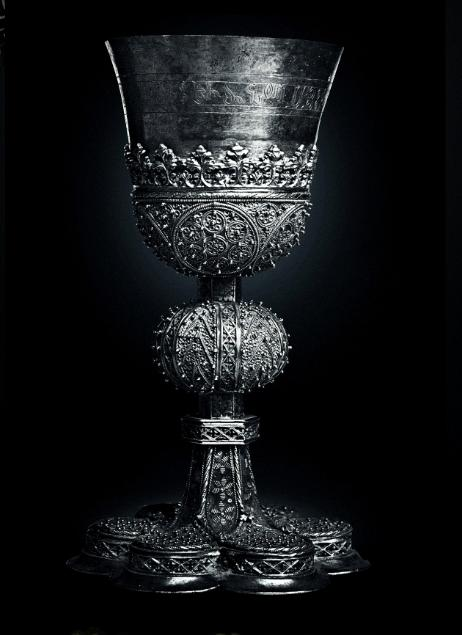
Renesansowy kielich ze zbiorów Czartoryskich (zaginiony)
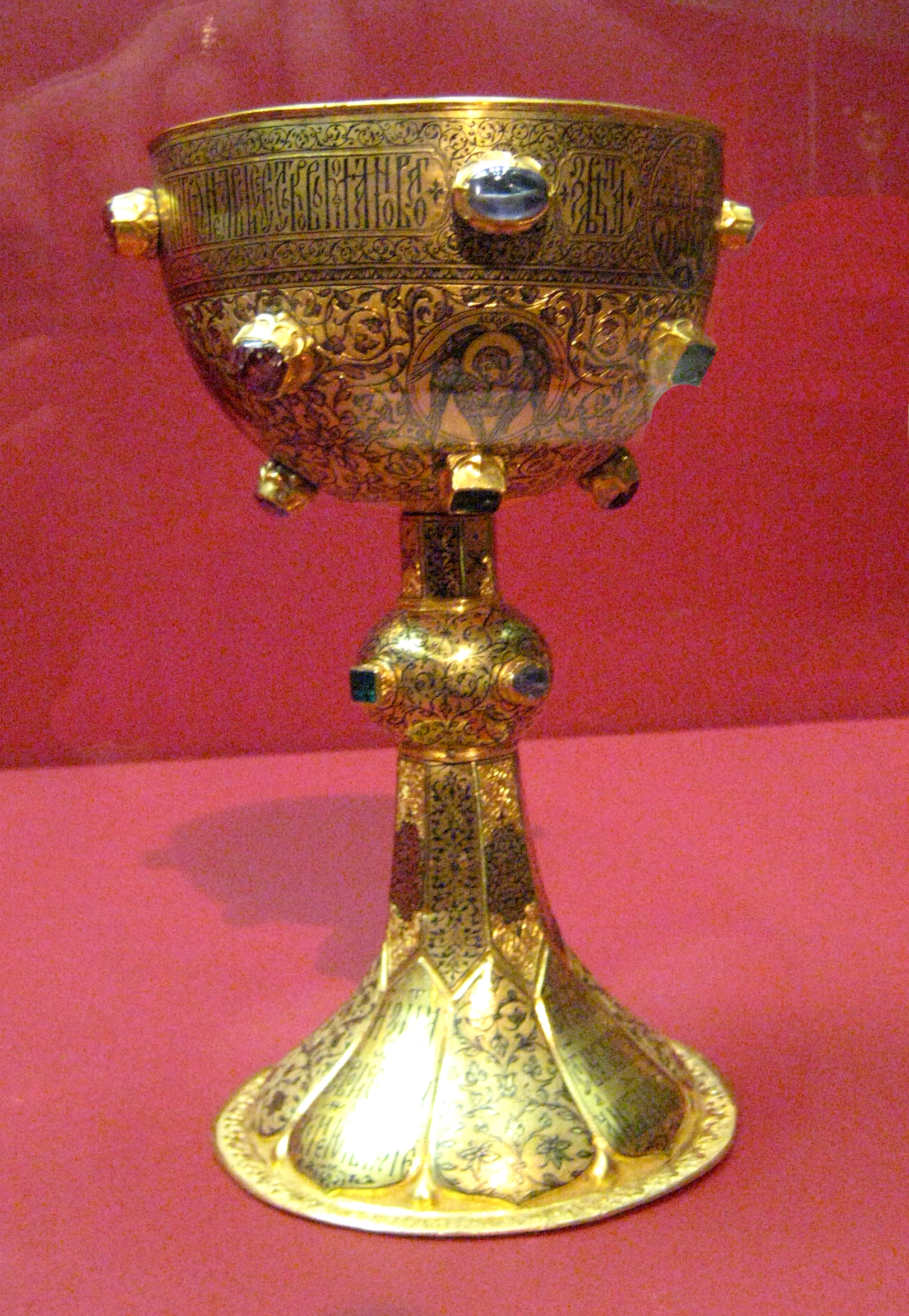
Kielich z Soboru Archangielskiego w Moskwie. Dar carycy Ireny Godunow. 1598 r.
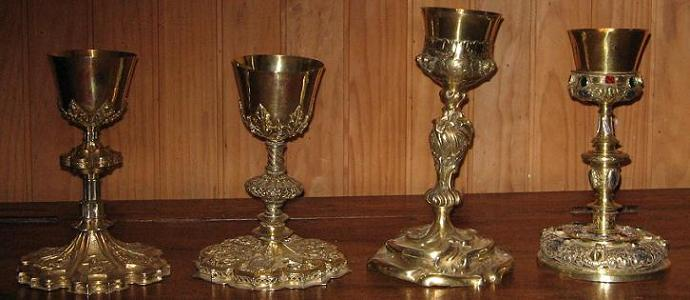
Barokowe kielichy w Ayerbe (Hiszpania)
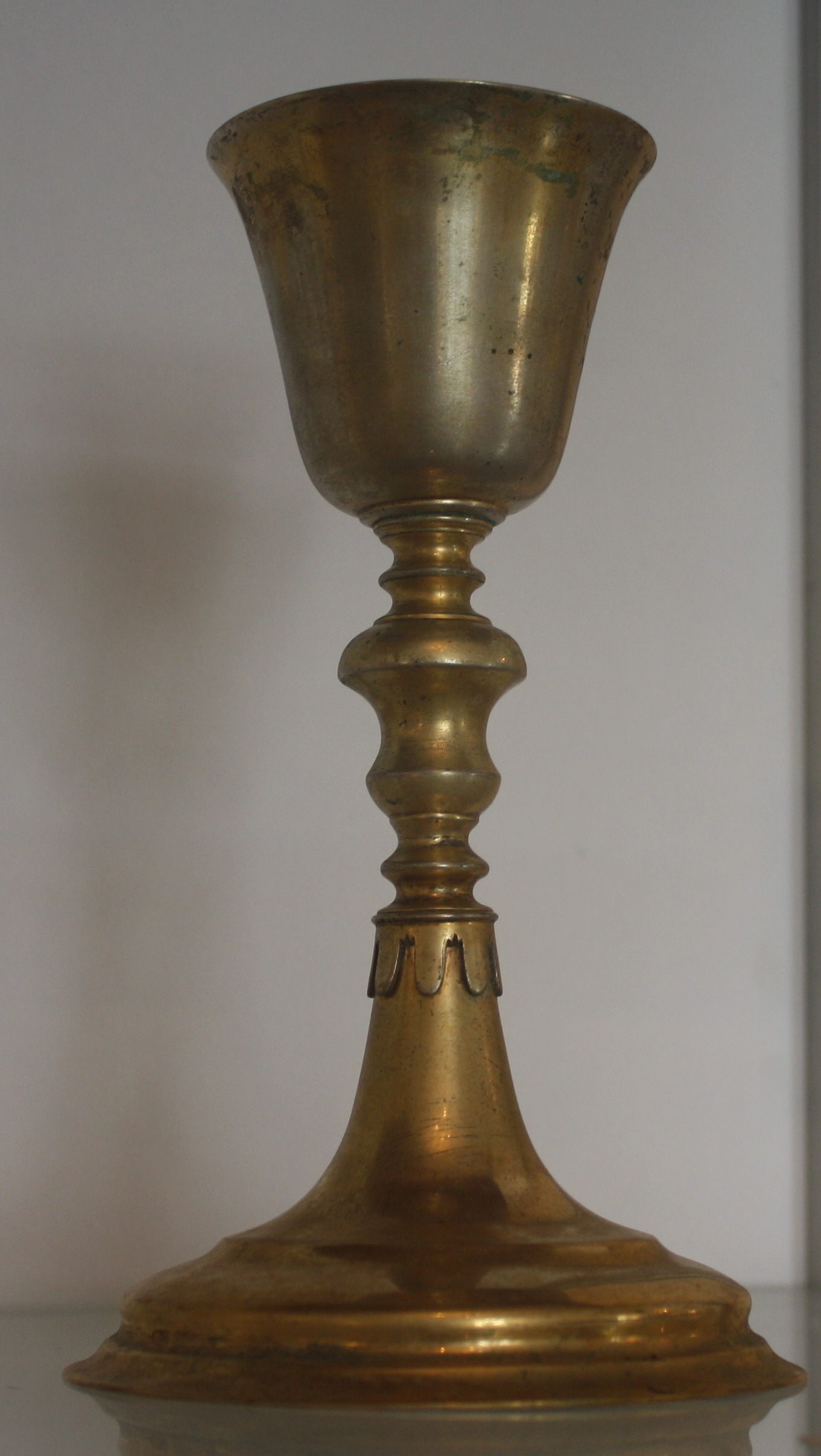
Kielich z kościoła Dominikanów w Sejnach (XVIII w.)
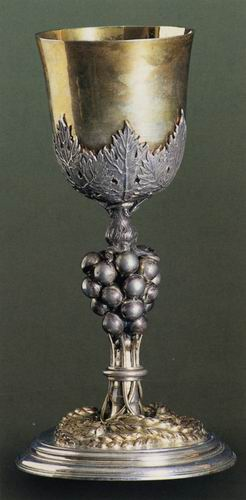
Barokowy kielich Cosimo Merliniego, XVIII w. Prato, Muzeum katedralne
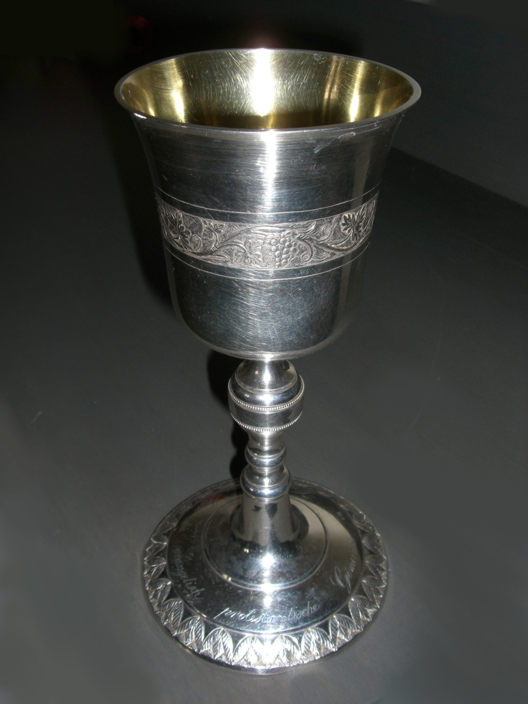
XIX-wieczny kielich luterański
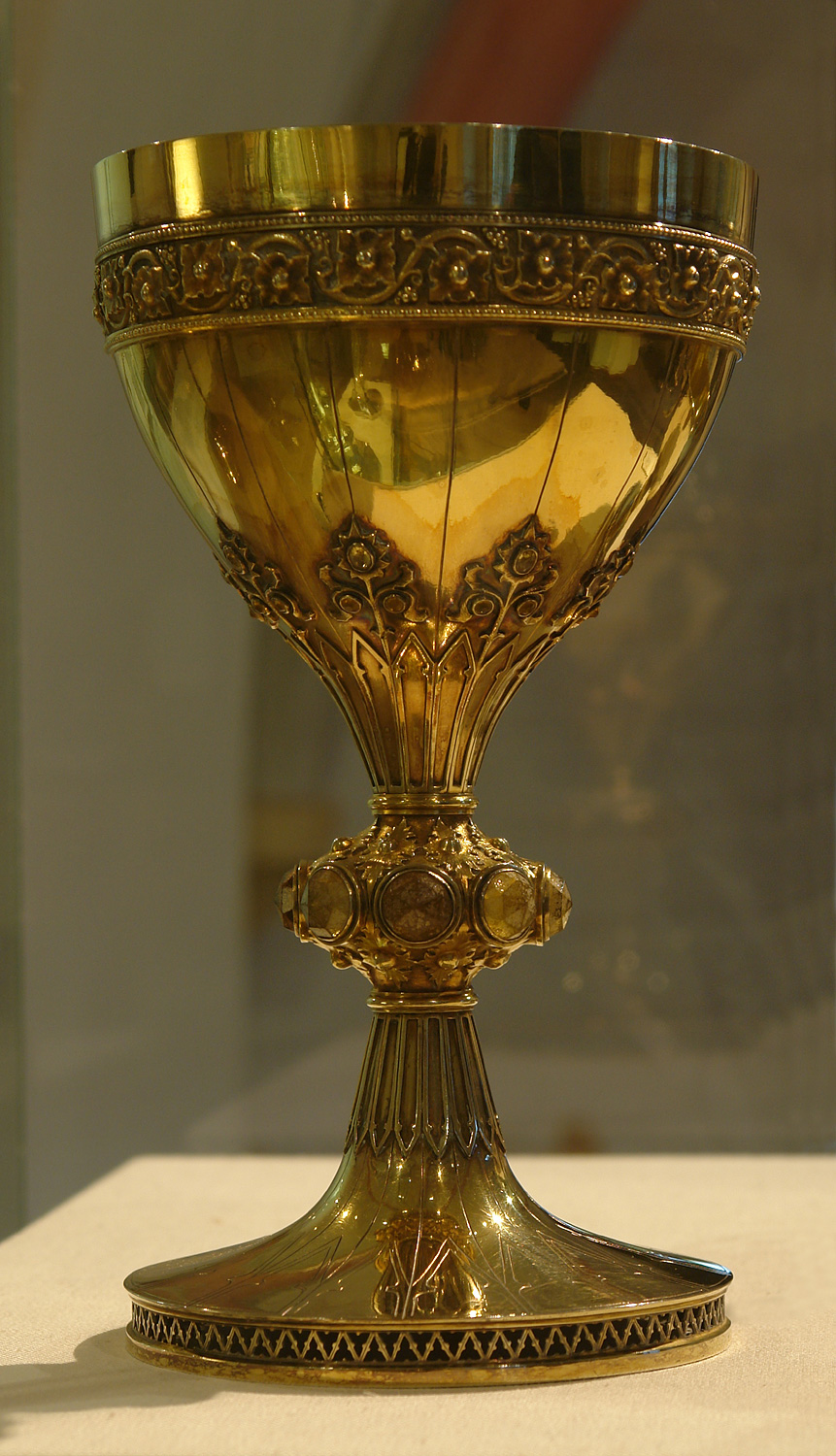
XIX-wieczny kielich z Bremy
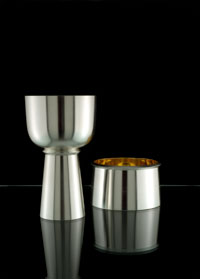
Kielich współczesny